# أل وينغو
أل وينغو (بالإنجليزية: Al Wingo) هو لاعب كرة قاعدة أمريكي، ولد في 6 مايو 1898 في نوركروس في الولايات المتحدة، وتوفي في 9 أكتوبر 1964 في لينكولن بارك في الولايات المتحدة.

## وصلات خارجية
- أل وينغو على موقعبيزبول رفرنس.كوم (الدوري الرئيسي) (الإنجليزية)
- أل وينغو على موقعبيزبول رفرنس.كوم (الدوري الثانوي) (الإنجليزية)